# Larentia nisseni
Larentia nisseni är en fjärilsart som beskrevs av Rothschild 1914. Larentia nisseni ingår i släktet Larentia och familjen mätare. Inga underarter finns listade i Catalogue of Life.